# Swoyersville, Pennsylvania
Swoyersville, Pennsylvania (енгл. Swoyersville) град је у америчкој савезној држави Пенсилванија.

## Демографија
По попису из 2010. године број становника је 5.062, што је 95 (-1,8%) становника мање него 2000. године.
| Група             | 2000.         | 2010.         |
| Белци             | 5.113 (99,1%) | 4.943 (97,6%) |
| Афроамериканци    | 5 (0,1%)      | 25 (0,5%)     |
| Азијати           | 8 (0,2%)      | 14 (0,3%)     |
| Хиспаноамериканци | 8 (0,2%)      | 51 (1,0%)     |
| Укупно            | 5.157         | 5.062         |